# Seznam poljskih generalov
Seznam poljskih generalov.

## Poljsko-litvanska zveza
| - Mikołaj Abramowicz - Wincenty Aksamitowski - Krzysztof Arciszewski - Józef Bielak - Franciszek Bieliński - Tadeusz Błociszewski - Franciszek Ksawery Branicki - Alojzy Fryderyk von Brühl - Adam Brzostowski - Michał Brzostowski - Arnold Byszewski - Antoni Chlewiński - Jan Mikołaj Chodkiewicz - Franciszek Ksawery Chomiński - Karol Fryderyk Ernest de Cocceji - Józef Hutten-Czapski - Mikołaj Hutten-Czapski - August Aleksander Czartoryski - Joachim Czerny-Schwarzenberg - Bogusław Ernest Denhoff - Ernest Denhoff - Ignacy Działyński - Tadeusz Dzieduszycki - Rafał Dzierżek - Jakub Henryk Flemming - Maciej Frankowski - Stanisław Kostka Gadomski - Jerzy Wilhelm Goltz - Augustyn Gorzeński - Maciej Korwin Gosiewski - Wincenty Aleksander Gosiewski - Jan Jerzy Grabowski - Jerzy Franciszek Grabowski - Karol Griesheim - Krzysztof Grodzicki - Paweł Grodzicki | - Jan August Hiż - Dymitr Hipolit Jabłonowski - Stanisław Paweł Jabłonowski - Joachim Daniel Jauch - Michał Stefan Jordan - Józef Judycki - Mikołaj Judycki - Kazimierz Karaś - Jan Kątski - Marcin Kątski - Ferdynand Kettler - Krzysztof Korycki - Antoni Kossowski - Adam Krasiński - Cyprian Kreutz - Jerzy Hieronim Kryszpin-Kirszensztein - Michał Kuczyński - Teodor Laskarys - Aleksander Jakub Lubomirski - Antoni Lubomirski - Antoni Benedykt Lubomirski - Jerzy Dominik Lubomirski - Jerzy Ignacy Lubomirski - Jerzy Marcin Lubomirski - Józef Lubomirski - Teodor Hieronim Lubomirski - Eliasz Jan Łącki - Feliks Antoni Łoś - Bogusław Łubieński - Karol Malczewski - Józef Adrian Massalski - Adam Kajetan Miączyński - Józef Miączyński starejši - Kajetan Miączyński - Wilhelm Mier - Józef Wandalin Mniszech - Andrzej Mokronowski - Fryderyk Józef Moszyński - Burkhard Christoph Münnich - Stanisław Mycielski | - Onufry Oborski - Józef Orłowski - Jan Stanisław Ossoliński - Jerzy Marcin Ożarowski - Piotr Ożarowski - Józef Piotr Pac - Michał Pac - Karol Pirch - Kazimierz Poniatowski - Stanisław Poniatowski - Kalikst Poniński - Antoni Michał Potocki - Eustachy Potocki - Joachim Potocki - Joachim Karol Potocki - Stanisław Kostka Potocki - Stanisław Szczęsny Potocki - Teodor Potocki - Wincenty Potocki - Aleksander Hilary Potulicki - Józef Prozor - Bernard Puszet de Puget - Zygmunt Przyjemski - Antoni Pułaski - Antoni Raczyński - Bogusław Radziwiłł - Mikołaj Radziwiłł - Stanisław Radziwiłł - Udalryk Krzysztof Radziwiłł - Jakub Riaucour - Stefan de Riculi - Stefan Rieul - Jakub Zygmunt Rybiński - Kazimierz Rzewuski - Stanisław Rzewuski - Stanisław Ferdynand Rzewuski | - Hieronim Janusz Sanguszko - Aleksander Michał Sapieha - Jerzy Felicjan Sapieha - Józef Franciszek Sapieha - Kazimierz Leon Sapieha - Kazimierz Nestor Sapieha - Leon Bazyli Sapieha - Michał Franciszek Sapieha - Michał Józef Sapieha - Michał Ksawery Sapieha - Kazimierz Siemienowicz - Antoni Aleksander Soldenhoff - Maciej Sołtyk - Tadeusz Stetkiewicz - Józef Strutyński - Aleksander Sułkowski - Aleksander Józef Sułkowski - Antoni Sułkowski - August Kazimierz Sułkowski - Franciszek Sułkowski - Adam Szaniawski - Kazimierz Szembek - Hieronim Szeptycki - Bogusław Szretter - Rafał Ślizeń | - Jan Amor Tarnowski - Adam Tarło - Jan Tarło - Antoni Kazimierz Tyszkiewicz - Felicjan Tyszkiewicz - Zygmunt Wahl - Romuald Walewski - Hieronim Wielopolski - Ludwik Wirtemberski - Jan Witt - Józef Zefiryn de Witte - Eliasz Wodzicki - Piotr Wodzicki - Ignacy Wodziński - Józef Wołodkowicz - Franciszek Ksawery Woyna - Ignacy Wybranowski - Antoni Zabiełło - Michał Zabiełło - Szymon Zabiełło - Franciszek Karol Załuski - Józef Zaremba - Marcin Zaremba - Stanisław Zawadzki - Michał Żebrowski |

## Poljsko-ruska vojna (1792)
| - Józef Bielak - Józef Hutten-Czapski - Mikołaj Hutten-Czapski - Augustyn Gorzeński - Paweł Jerzy Grabowski - Janusz Stanisław Iliński | - Józef Judycki - Tadeusz Kościuszko - Józef Lubomirski - Michał Lubomirski - Stanisław Mokronowski - Józef Orłowski | - Józef Poniatowski - Piotr Franciszek Potocki - Jan Franciszek de Pouppart - Filip Raczyński - Eustachy Sanguszko - Ludwik Trokin | - Michał Wielhorski - Stanisław Wielowiejski - Ludwik Wirtemberski - Józef Zefiryn de Witte - Józef Wodzicki - Józef Zabiełło | - Michał Zabiełło - Szymon Zabiełło - Józef Zajączek |

## Kościuszkova vstaja
| - Antoni Baranowski - Leon Bielicki - Franciszek Bieliński - Arnold Byszewski - Antoni Chlewiński - Jan August Cichocki - Franciszek Ksawery Dąbrowski - Jan Henryk Dąbrowski - Maciej Frankowski - Romuald Giedroyć - Ignacy Giełgud - Jan Gisiler - Augustyn Gorzeński - Jerzy Franciszek Grabowski | - Paweł Jerzy Grabowski - Stefan Granowski - Jan Grochowski - Krystian Godfryd Deybel de Hammerau - Filip Hauman - Jakub Jasiński - Józef Judycki - Andrzej Karwowski - Ludwik Kamieniecki - Michał Ignacy Kamieński - Józef Kimbar - Karol Otto Kniaziewicz - Kazimierz Kociełł - Benedykt Kołyszko - Józef Kopeć | - Józef Kossakowski - Tadeusz Kościuszko - Felicjan August Kralewski - Izydor Krasiński - Antoni Kruszyński - Franciszek Łaźniński - Antoni Madaliński - Ludwik Manget - Jan Jakub Meyen - Ernest Jan Karol Mirbach - Dionizy Mniewski - Stanisław Mokronowski - Karol Morawski - Tomasz Morykoni - Jan Nagurski - Józef Niemojewski | - Józef Orłowski - Chryzanty Opacki - Kajetan Ożarowski - Michał Piotrowski - Józef Poniatowski - Dionizy Poniatowski - Adam Poniński - Kalikst Poniński - Ignacy Kajetan Prozor - Franciszek Rymkiewicz - Józef Rzążewski - Eustachy Sanguszko - Franciszek Sapieha - Karol Sierakowski - Paweł Skórzewski - Jan Slaski | - Michał Sokolnicki - Wojciech Strasz - Gabriel Taszycki - Wojciech Toczyski - Karol Urbański - Tomasz Wawrzecki - Michał Wedelstedt - Michał Wielhorski - Ignacy Wieniawski - Franciszek Wiszowaty - Józef Wodzicki - Stanisław Wojczyński - Józef Wybicki - Tomasz Wydżga - Franciszek Wyszkowski - Michał Zabiełło | - Szymon Zabiełło - Michał Zagórski - Józef Zajączek - Stanisław Zgliczyński - Jan Rufin Zieliński - Józef Zieliński - Norbert Zieliński - Florian Ziółkowski |

## Varšavska kneževina
| - Wincenty Aksamitowski - Łukasz Biegański - Mikołaj Bronikowski - Józef Chłopicki - Michał Cichocki - Jan Henryk Dąbrowski - Jan Michał Dąbrowski - Ludwik Mateusz Dembowski - Dominik Dziewanowski - Sykstus Estko - Hipolit Falkowski - Stanisław Fiszer - Wilhelm Fiszer - Romuald Giedroyć - Ignacy Giełgud | - Józef Grabiński - Michał Grabowski - Stefan Grabowski - Maurycy Hauke - Kajetan Hebdowski - Ludwik Kamieniecki - Michał Ignacy Kamieński - Krzysztof Karwicki - Stanisław Klicki - Karol Otto Kniaziewicz - Jakub Komierowski - Jan Konopka - Antoni Amilkar Kosiński - Józef Kossakowski - Ksawery Kossecki | - Izydor Krasiński - Wincenty Krasiński - Ludwik Kropiński - Jan Krukowiecki - Zygmunt Kurnatowski - Walenty Kwaśniewski - Tomasz Łubieński - Józef Benedykt Łączyński - Kazimierz Małachowski - Stanisław Małachowski - Wojciech Męciński - Stanisław Mielżyński - Ernest Jan Karol Mirbach - Franciszek Morawski - Karol Morawski | - Józef Niemojewski - Franciszek Ksawery Niesiołowski - Ludwik Michał Pac - Czesław Pakosz - Franciszek Paszkowski - Jean Baptiste Pelletier - Michał Pełczyński - Michał Piotrowski - Józef Poniatowski - Stanisław Potocki - Michał Gedeon Radziwiłł - Józef Rautenstrauch - Jakub Redel - Aleksander Rożniecki - Eustachy Sanguszko | - Julian Sierawski - Paweł Skórzewski - Michał Sokolnicki - Antoni Paweł Sułkowski - Józef Toliński - Kazimierz Turno - Tadeusz Tyszkiewicz - Jan Nepomucen Umiński - Józef Wasilewski - Jan Weyssenhoff - Józef Wielhorski - Stanisław Wojczyński - Jan Henryk Wołodkowicz - Józef Zajączek - Edward Żółtowski |

## Novembrska vstaja
| - Walenty Andrychiewicz - Józef Bem - Łukasz Biegański - Julian Bieliński - Józef Biernacki - Ignacy Blumer - Aleksander Błędowski - Ludwik Bogusławski - Piotr Bontemps - Ludwik Bukowski - Dezydery Chłapowski - Józef Chłopicki - Wojciech Chrzanowski - Franciszek Czarnomski - Konstanty Adam Czartoryski - Józef Czyżewski - Antoni Darewski | - Henryk Dembiński - Mamert Dłuski - Wincenty Dobiecki - wojciech Dobiecki - Józef Dwernicki - Kazimierz Dziekoński - Stanisław Gawroński - Antoni Giełgud - Józef Godlewski - Franciszek Górski - Józef Hurtig - Bonifacy Jagmin - Antoni Jankowski - Adam Jaraczewski - Paweł Jerzmanowski - Karol Kaczkowski - Henryk Ignacy Kamieński | - Józef Kamiński - Ludwik Kicki - Stanisław Klicki - Klemens Kołaczkowski - Benedykt Kołyszko - Tomasz Konarski - Izydor Krasiński - Jan Krukowiecki - Jan Krysiński - Jerzy Langerman - Ignacy Hilary Ledóchowski - Jakub Lewiński - Piotr Łubieński - Tomasz Łubieński - Jan Malletski - Kazimierz Małachowski - Stanisław Małachowski | - Henryk Milberg - Franciszek Młokosiewicz - Franciszek Morawski - Józef Mroziński - Paweł Muchowski - Michał Mycielski - Ignacy Mycielski - Franciszek Ksawery Niesiołowski - Antoni Ostrowski - Ludwik Pac - Antoni Pawłowski - Ignacy Prądzyński - Konstanty Przebendowski - Michał Gedeon Radziwiłł - Hieronim Ramorino - Józef Rautenstrauch - Franciszek Rohland | - Samuel Różycki - Andrzej Ruttie - Maciej Rybiński - Stanisław Rychłowski - Antoni Sałacki - Wacław Sierakowski - Julian Sierawski - Ambroży Mikołaj Skarżyński - Kazimierz Skarżyński - Jan Zygmunt Skrzynecki - Roman Sołtyk - Józef Longin Sowiński - Zygmunt Stryjeński - Tadeusz Suchorzewski - Piotr Szembek - Wincenty Szeptycki | - Franciszek Sznajde - Teodor Szydłowski - Józef Szymanowski - Jan Tomicki - Karol Turno - Tadeusz Tyszkiewicz - Jan Umiński - Jan Weyssenhoff - Stanisław Dunin-Wąsowicz - Emilian Węgierski - Stanisław Wojczyński - Antoni Wroniecki - Józef Bonawentura Załuski - Walenty Zawadzki - Karol Zieliński - Stefan Ziemięcki - Edward Żółtowski - Franciszek Żymirski |

## Januarska vstaja
| - Feliks Breański - ks. Stanisław Brzóska - Jan Chalecki - Józef Hutten-Czapski - Onufry Duchiński | - Menotti Garibaldi - Artur Gołuchowski - Józef Hauke-Bosak - Michał Heidenreich - Antoni Jeziorański | - Zygmunt Jordan - Ignacy Kruszewski - Stanisław Krzesimowski - Marian Langiewicz - Teofil Łapiński | - Ludwik Mierosławski - Józef Miniewski - Francesco Nullo - Zygmunt Padlewski - François Rochebrune | - Edmund Różycki - Karol Różycki - Zygmunt Sierakowski - Józef Śmiechowski - Edmund Taczanowski | - Romuald Traugutt - Aleksander Waligórski - Józef Wysocki - Władysław Zbyszewski - Władysław Zamoyski |

## 1. svetovna vojnain poljsko-ruska/boljševistična vojna
| - Edward Adamski - Franciszek Aleksandrowicz - Władysław Anders - Bronisław Babiański - Zachariasz Bakradze - Stanisław Bułak-Bałachowicz - Leon Berbecki - Adam Bieliński - Konstanty Biergiel - Juliusz Bijak - Bolesław Bojarski de Bojary Czarnota - Stefan Dąb-Biernacki - Henryk Karol Korab-Bobkowski - Laurent Louis Adrian Bonnin - Jerzy Dunin-Borkowski - Józef Dunin-Borkowski - Zygmunt Brynk - Tadeusz Bylewski - Aleksander Czcheidze - Walerian Czuma - Mieczysław Dąbkowski - Jan Kołłątaj-Srzednicki - Bolesław Wieniawa-Długoszowski - Gustaw Orlicz-Dreszer - Karol Durski-Trzaska | - Andrzej Galica - Władysław Glass - Janusz Głuchowski - Roman Górecki - Kazimierz Grudzielski - Józef Haller de Hallenburg - Stanisław Haller de Hallenburg - Eugeniusz de Henning-Michaelis - Kazimierz Horoszkiewicz - Stefan Hubicki - Wacław Iwaszkiewicz-Rudoszański - Marian Żegota-Januszajtis - Albin Jasiński - Tadeusz Jastrzębski - Tadeusz Kasprzycki - Roman Gozdawa-Kawecki - Eugeniusz Kątkowski - Mieczysław Kuliński - Daniel Konarzewski - Tadeusz Kutrzeba - Gustaw Kuchinka | - Bolesław Kraupa - Karol Krauss - Aleksander Karnicki - Franciszek Krajowski - Franciszek Latinik - Józef Lasocki - Józef Lipkowski - Antoni Listowski - Aleksander Litwinowicz - Napoleon Louis-Wawel - Kazimierz Ładoś - Gustaw Macewicz - Mikołaj Majewski - Stefan Majewski - Julian Malczewski - Teofil Karol Maresch - Józef Dowbor-Muśnicki - Henryk Minkiewicz - Jan Mischke - Włodzimierz Ostoja-Zagórski - Kajetan Olszewski | - Stefan Pasławski - Franciszek Daniel Paulik - Józef Piłsudski - Kazimierz Pławski - Eugeniusz Pogorzelski - Olgierd Pożerski - Władysław Belina-Prażmowski - Stanisław Puchalski - Kazimierz Raszewski - Bolesław Roja - Aleksander Romanowicz - Jan Romer - Eugeniusz Romiszewski - Modest Romiszewski - Stanisław Rouppert - Tadeusz Rozwadowski - Juliusz Rómmel - Józef Rybak - Edward Śmigły-Rydz - Bolesław Bohusz-Siestrzeńcewicz - Władysław Sikorski | - Leonard Skierski - Julian Stachiewicz - Stanisław Szeptycki - Józef Świętorzecki - Michał Karaszewicz-Tokarzewski - Adolf Waraksiewicz - Ireneusz Wierzejewski - Mieczysław Windakiewicz - Jerzy Wołkowicki - Sergiusz Zahorski - Zygmunt Zieliński - Lucjan Żeligowski |

## Druga poljska republika
| - Rajmund Baczyński - Tadeusz Bobrowski - Józef Daniec - Eugeniusz Ciastoń - bp Józef Gawlina - Hugon Griebsch - Edward Gruber - Jan Jacyna - Edmund Kessler - Ignacy Kazimierz Ledóchowski - Aleksander Pik - Marian Przewłocki - Bronisław Regulski - Eugeniusz Romiszewski | - Modest Romiszewski - Jan Roszkowski - Aureli Serda-Teodorski - Kamil Seyfried - Adam Sławoczyński - Paweł Cyrus-Sobolewski - Stefan Marian Strzemieński - Piotr Szymanowski - Paweł Szymański - Eugeniusz Ślaski - Józef Trzemeski |

## 2. svetovna vojna
| - Roman Abraham - Franciszek Alter - Władysław Anders - Zygmunt Berling - Leon Billewicz - Ludwik Bittner - Karol Bogucki - Bronisław Bohatyrewicz - Mikołaj Bołtuć - Ottokar Brzoza-Brzezina - Władysław Bończa-Uzdowski - Władysław Bortnowski - Mieczysław Boruta-Spiechowicz - Adam Brzechwa-Ajdukiewicz - Stanisław Burhardt-Bukacki - Leopold Cehak - Antoni Chruściel - Jan Chmurowicz - Walerian Czuma - Stefan Dąb-Biernacki - Stanisław Dąbek - Mieczysław Dąbkowski - Franciszek Dindorf-Ankowicz - Juliusz Drapella - Rudolf Dreszer - Konstanty Drucki-Lubecki - Bronisław Duch - Kazimierz Dworak - Leopold Engel-Ragis - Adam Epler | - Kazimierz Fabrycy - August Fieldorf - Julian Filipowicz - Janusz Gąsiorowski - Józef Giza - Kazimierz Glabisz - Janusz Głuchowski - Jerzy Grobicki - Czesław Jarnuszkiewicz - Bolosław Jatelnicki-Jacyna - Jan Jur-Gorzechowski - Władysław Jędrzejewski - Władysław Kalkus - Maksymilian Milan-Kamski - Michał Karaszewicz-Tokarzewski - Jan Karcz - Jan Wojciech Kiwerski - Franciszek Kleeberg - Tadeusz Klimecki - Aleksander Kowalewski - Ludwik Kmicic-Skrzyński - Edmund Knoll-Kownacki - Stanisław Kopański - Tadeusz Kossakowski - Stefan Kossecki - Wincenty Kowalski - Tadeusz Bór-Komorowski - Alojzy Wir-Konas - Jan Kruszewski - Bolesław Krzyżanowski - Marian Kukiel - Józef Kustroń | - Tadeusz Kutrzeba - Józef Kwaciszewski - Stanisław Kwaśniewski - Władysław Langner - Wilhelm Liszka-Lawicz - Eugeniusz Ignacy Luśniak - Gustaw Łowczowski - Mieczysław Maciejowski - Stanisław Maczek - Juliusz Tarnawa-Malczewski - Stanisław Kostka Miller - Czesław Młot-Fijałkowski - Izydor Modelski - Bernard Mond - Stefan Mossor - Aleksander Narbut-Łuczyński - Roman Odzierzyński - Leopold Okulicki - Brunon Olbrycht - Józef Olszyna-Wilczyński - Kazimierz Orlik-Łukoski - Wilhelm Orlik-Rückemann - Bolesław Ostrowski - Ignacy Oziewicz - Gustaw Paszkiewicz - Henryk Krok-Paszkowski - Stefan Pawlikowski (posmr.) - Tadeusz Pełczyński - Zygmunt Piasecki - Konrad Piekarski | - Witold Pilecki - Tadeusz Piskor - Konstanty Plisowski - Zygmunt Podhorski - Bolesław Popowicz - Władysław Powierza - Bronisław Prugar-Ketling - Mikołaj Prus-Więckowski - Emil Przedrzymirski-Krukowicz - Wacław Jan Przeździecki - Zdzisław Przyjałkowski - Bronisław Rakowski - Bronisław Regulski - Jan Romer - Stefan Rowecki - Klemens Rudnicki - Juliusz Rómmel - Edward Śmigły-Rydz - Mieczysław Ryś-Trojanowski - Kazimierz Sawicki - Kazimierz Schally - Franciszek Sikorski - Władysław Sikorski - Leonard Skierski - Stanisław Grzmot-Skotnicki - Piotr Skuratowicz - Stanisław Skwarczyński - Felicjan Sławoj Składkowski - Aleksander Szychowski - Antoni Szymański | - Jan Jagmin-Sadowski - Marian Józef Smoleński - Mieczysław Smorawiński - Stanisław Sosabowski - Kazimierz Sosnkowski - Wacław Stachiewicz - Kazimierz Strzemię-Marszyński - Nikodem Sulik - Bolesław Szarecki - Antoni Szylling - Zygmunt Bohusz-Szyszko - Stanisław Świtalski - Stanisław Taczak - Stanisław Tatar - Wiktor Thommée - Marian Turkowski - Józef Werobej - Józef Wiatr - Wacław Scewola-Wieczorkiewicz - Bolesław Wieniawa-Długoszowski - Kazimierz Marian Wisńiowski - Franciszek Wład - Jerzy Wołkowicki - Józef Ludwik Zając - Bolesław Zarako-Zarakowski - Mariusz Zaruski - Ferdynand Zarzycki - Antoni Zdrojewski - Karol Ziemski - Juliusz Zulauf - Marian Żegota-Januszajtis - Eugeniusz Żongołłowicz |

## Poljska ljudska republika (1944-1989) inPoljska ljudska armada
| - Filipp Agalcow - Dymitr Aleksandrow - Henryk Andracki - Eugeniusz Andriejew - Franciszek Andrijewski - Zygmunt Anichimowski - Stanisław Antos - Henryk Antoszkiewicz - Kazimierz Babian - Bolesław Balcerowicz - Wojciech Barański - Władysław Barcikowski - Dawid Barinow - Zdzisław Barszczewski - Józef Baryła - Tadeusz Bazydło - Bronisław Jan Bednarz - Tadeusz Bełczewski - Władimir Benski - Zygmunt Berling - Wojciech Bewziuk - Tadeusz Białek - Adam Bidziński - Mieczysław Bień - Zbigniew Blechman - Ignacy Blum - Zdzisław Bobecki - Zdzisław Barszczewski - Jan Bobrowicz - Kazimierz Bogdanowicz - Leonard Boguszewski - Edmund Bołociuch - Bolesław Bonczar - Michał Bondarenko - Marian Bondzior - Georgij Bono - Jerzy Bończak - Jerzy Bordziłowski - Edward Braniewski - Stanisław Brodziński - Mieczysław Bronowiecki - Zenon Bryk - Leon Bukojemski - Edmund Buła - Siergiej Buszew - Jan Celek - Heliodor Cepa - Tadeusz Cepak - Aleksander Cesarski - Bolesław Chocha - Michaił Chilinski - Kazimierz Chudy - Jan Cieślik - Józef Cwetsch - Mieczysław Cygan - Franciszek Cymbarewicz - Jan Czapla - Adam Czaplewski - Jan Czarnecki - Bolesław Czarniawski - Zbigniew Czerwiński - Gwidon Czerwiński - Lucjan Czubiński - Czesław Czubryt-Borkowski - Wacław Czyżewski - Mieczysław Dachowski - Marian Daniluk | - Stanisław Daniluk-Daniłowski - Paweł Dąbek - Tadeusz Dąbkowski - Mieczysław Dębicki - Czesław Dęga - Jan Dobraczyński - Edward Drzazga - Jan Drzewiecki - Leon Dubicki - Lesław Dudek - Zygmunt Duszyński - Ludwik Dutkowski - Jerzy Dymkowski - Edward Dysko - Józef Dziadura - Tadeusz Dziekan - Rudolf Dzipanov - Jerzy Ejmont - Ksawery Floryanowicz - Jerzy Fonkowicz - Antoni Frankowski - Jan Frey-Bielecki - Andrzej Freń - Stanisław Fryń - Aleksander Gembal - Tadeusz Gembicki - Zdzisław Głuszczyk - Apoloniusz Golik - Władysław Gołąbek - Jerzy Gotowała - Jan Górecki - Marcin Górski - Florian Grabczyński - Aleksander Grabowski - Zdzisław Graczyk - Marian Graniewski - Leon Gregorowicz - Stanisław Grodzki - Michaił Gromagin - Mieczysław Grudzień - Janusz Gumuliński - Roman Harmoza - Franciszek Herman - Mirosław Hermaszewski - Władysław Hermaszewski - Juliusz Hibner - Kryspian Hille - Edward Hołyński - Władysław Honkisz - Adolf Humeniuk - Tadeusz Hupałowski - Zygmunt Huszcza - Edward Hyra - Jakow Iszczenko - Arnold Iwaszkiewicz - Henryk Jabłoński - Tadeusz Jacewicz - Wacław Jagas - Władysław Jagiełło - Michał Jakubik - Michał Janiszewski - Aleksander Jankowski - Henryk Jankowski - Kazimierz Jankowski - Wiktor Jankowski - Jerzy Jarosz - Piotr Jaroszewicz - Wojciech Jaruzelski - Antoni Jasiński - Artur Jastrzębski | - Adam Jaworski-Choroszkiewicz - Józef Jaworski - Stefan Jaworski - Tadeusz Jedynak - Tadeusz Jemioło - Władysław Jerzak - Jan Jośkiewicz - Władysław Jura - Zbigniew Jurewicz - Iwan Jurin - Michaił Jurkin - Mieczysław Kaczyński - Sylwester Kaliski - Andrzej Kaliwoszka - Sergiusz Kaługin - Franciszek Kamiński - Franciszek Kamiński - Józef Kamiński - Zbigniew Kamiński - Marek Karakoz - Anatolij Karułow - Włodzimierz Kierp - Jerzy Kirchmayer - Czesław Kiszczak - Marian Knast - Henryk Koczara - Tadeusz Kojder - Aleksander Kokoszyn - Józef Kolasa - Leon Kołatkowski - Stanisław Kołcz - Wacław Komar - Tadeusz Komarnicki - Leon Komornicki - Henryk Kondas - Izydor Koper - Marian Koper - Włodzimierz Kopijkowski - Władysław Korczyc - Henryk Kostrzewa - Grzegorz Korczyński - Stanisław Kowalczyk - Julian Kowalewicz - Józef Kowalski - Wiktor Kozak - Leszek Kozłowski - Konrad Krajewski (general) - Tytus Krawczyc - Romuald Królak - Stanisław Kruczek - Leszek Krzemień - Czesław Krzyszowski - Franciszek Księżarczyk - Ryszard Kubiczek - Teodor Kufel - Bronisław Kuriata - Jan Kuriata - Józef Kuropieska - Tadeusz Kuśmierski - Władysław Kwaczeniuk - Zdzisław Kwiatkowski - Kazimierz Leśniak - Aleksander Ligaj - Kazimierz Lipiński - Stanisław Lisowski - Bronisław Lubański - Eugeniusz Ignacy Luśniak - Jerzy Łagoda - Leon Łapiński - Edward Łańcucki - Wiesław Łasiński - Jan Łazarczyk - Grigorij Łaźko | - Longin Łozowicki - Edward Łukasik - Kazimierz Makarewicz - Bazyli Maksimczuk - Samuel Malko - Czesław Mankiewicz - Brunon Marchewka - Zdzisław Markowski - Bolesław Matusz - Mikołaj Matwijewicz - Zbigniew Maziej - Mieczysław Mazur - Jan Mazurkiewicz - Mieczysław Michalik - Ryszard Michalik - Zbigniew Michalski - Henryk Michałowski - Norbert Michta - Jerzy Modrzewski - Michał Moguczy - Konstanty Józef Mojzych - Eugeniusz Molczyk - Stanisław Mroczka - Stefan Mossor - Franciszek Mróz - Władysław Mróz - Józef Muszyński - Włodzimierz Muś - Marian Naszkowski - Teodor Naumienko - Witold Niedek - Sergiusz Noss - Walenty Nowak - Zbigniew Nowak - Cezary Nowicki - Tadeusz Obara - Mieczysław Obiedziński - Tadeusz Obroniecki - Edward Ochab - Edward Ogrodowicz - Zbigniew Ohanowicz - Stanisław Okęcki - Brunon Olbrycht - Włodzimierz Oliwa - Stefan Orliński - Zdzisław Ostrowski - Michał Owczynnikow - Krzysztof Pajewski - Marian Pasternak - Roman Paszkowski - Gustaw Paszkiewicz - Julian Paździor - Józef Petruk (generał) - Borys Pigarewicz - Henryk Pietraszkiewicz - Zdzisław Pietrucha - Henryk Pietrzak - Tadeusz Pietrzak - Włodzimierz Piliński - Czesław Piotrowski - Tadeusz Pióro - Jan Piróg - Władysław Polański - Michał Polech - Afanasij Poliszczuk - Fiodor Połynin - Stanisław Popławski - Edward Poradko - Andrzej Porajski - Zenon Poznański | - Bronisław Pólturzynski - Jakub Prawin - Ignatij Prostiakow - Mikołaj Prus-Więckowski - Piotr Przybyszewski - Piotr Przyłucki - Edmund Pszczółkowski - Franciszek Puchała - Jan Puławski - Jan Raczkowski - Jerzy Rakowski - Henryk Rapacewicz - Leopold Raznowiecki - Edward Redwanz - Andrzej Rembalski - Marian Robełek - Otton Roczniok - Edward Rogala - Edward Rogowski - Aleksander Romeyko - Roman Ropek - Jan Rotkiewicz - Zdzisław Rozbicki - Edwin Rozłubirski - Józef Rudawski - Marian Ryba - Andrzej Rybacki - Henryk Rzepkowski - Leo Samet - Robert Satanowski - Jemielian Sawczenko - Włodzimierz Sawczuk - Kuźma Sazonow - Włodzimierz Seweryński - Janusz Sieczkowski - Jarosław Siełużycki - Mieczysław Sikorski - Antoni Siluk - Jan Siuchniński - Antoni Siwicki - Florian Siwicki - Jerzy Skalski - Stanisław Skalski - Franciszek Skibiński - Julian Skokowski - Mieczysław Słupski - Józef Sobieraj - Ludwik Sobieraj - Józef Sobiesiak - Edmund Soja - Włodzimierz Sokorski - Józef Smaga - Jan Sośnicki - Marian Spychalski - Tadeusz Sroczyński - Jan Stamieszkin - Tadeusz Stawowiak - Józef Stebelski - Kazimierz Stec - Zdzisław Stelmaszuk - Czesław Stopiński - Feliks Stramik - Wsiewołod Strażewski - Michał Stryga - Sebastian Strzałkowski - Kazimierz Strzemię-Marszyński - Tadeusz Szaciło - Henryk Szafrański - Bolesław Szarecki - Władysław Szczepucha | - Bolesław Szczerba - Ignacy Szczęsnowicz - Kazimierz Szeląg - Józef Szewczyk - Wacław Szklarski - Edward Szpitel - Henryk Szumski - Zbigniew Szydłowski - Ryszard Szymanik - Jan Szymanowski - Stefan Szymański - Władysław Szymłowski - Czesław Szystowski - Leon Szyszko - Jan Śliwiński - Jan Światowiec - Karol Świerczewski - Konrad Świetlik - Stanisław Świnarski - Edward Tarała - Marian Tarnawski - Stanisław Tatar - Józef Tenerowicz - Konstantin Tielnow - Kazimierz Tomaszewski - Tadeusz Tuczapski - Marian Turkowski - Kazimierz Underko - Józef Urbanowicz - Tadeusz Urbańczyk - Mieczysław Urbański - Adam Uziembło - Józef Użycki - Józef Waluk - Marian Wasilewski - Aleksander Waszkiewicz - Jan Waliszkiewicz - Zygmunt Walter-Janke - Marian Waluchowski - Czesław Waryszak - Edward Wejner - Edward Wieczorek - Eugeniusz Wiślicz-Iwańczyk - Kazimierz Witaszewski - Edward Włodarczyk - Mieczysław Włodarski - Wiesław Wojciechowski - Jan Wojtala - Lesław Wojtasik - Marian Wróblewski - Jan Wyderkowski - Stanisław Wytyczak - Zbigniew Zalewski - Aleksander Zawadzki - Stanisław Zawadzki - Janusz Zarzycki - Marian Zdrzałka - Zbigniew Zieleniewski - Jan Zieliński - Marian Zieliński - Stefan Zieliński - Zygmunt Zieliński - Wiktor Ziemiński - Jerzy Ziętek - Jerzy Zych - Zdzisław Żarski - Michał Żymierski - Albin Żyto |

## Tretja poljska republika
abp, nadškof
bp, škof
ks., duhovnik
| - Janusz Adamczak - Janusz Adamczyk - Andrzej Ameljańczyk - Andrzej Andrzejewski - Zdzisław Antczak - Stanisław Babiak - Bolesław Balcerowicz - Tadeusz Bałachowicz - Andrzej Baran - Jan Baraniecki - Bolesław Baranowski - Jerzy Baranowski - Ireneusz Bartniak - Jacek Bartoszcze - Roman Baszuk - Tadeusz Bazydło - Tomasz Bąk - Jarosław Bielecki - Zbigniew Bielewicz - Mieczysław Bieniek - Jerzy Biziewski - Andrzej Błasik - Janusz Bojarski - Czesław Borowski - bp Ryszard Borski - Aleksander Bortnowski - Janusz Bronowicz - Zenon Bryk - Jan Brzozowski - Józef Buczyński - Tadeusz Buk - Stanisław Burza-Karliński - Krzysztof Busz - Grzegorz Buszka - Stanisław Butlak - bp Miron (Mirosław Chodakowski) - Józef Chmiel - Zbigniew Chruściński - Leszek Chyła - Mieczysław Cieniuch - Witold Cieślewski - Zbigniew Cieślik - Leszek Cwojdziński - Wincenty Cybulski - Anatol Czaban - Waldemar Czarnecki - Fryderyk Czekaj - Stanisław Czepielik - Piotr Czerwiński | - Zbigniew Czerwiński - Stefan Czmur - Piotr Dąbrowski - Marian Dering - Ryszard Dębski - Zygmunt Dominikowski - Tomasz Drewniak - Grzegorz Duda - Marek Dukaczewski - Andrzej Duks - Zygmunt Duleba - Andrzej Dulęba - Sławomir Dygnatowski - Roman Dysarz - Józef Dziechciarz - Henryk Dziewiątka - Kazimierz Dziok - Andrzej Ekiert - Andrzej Fałkowski - Stanisław Filipiak - Józef Flis - Jan Gaber - Zbigniew Galec - Franciszek Gągor - Jerzy Gil - Grzegorz Gielerak - Kazimierz Gilarski - Tadeusz Głowacki - Zbigniew Głowienka - abp Sławoj Leszek Głódź - Mieczysław Gocuł - Janusz Godyń - Zdzisław Goral - Jerzy Gotowała - Tadeusz Góra - Krzysztof Górecki - Benedykt Grobelny - Edward Gruszka - Ryszard Gruszka - Andrzej Gwadera - Antoni Heda - Brunon Herrmann - bp Sawa (Michał Hrycuniak) - Edward Hyra - Roman Iwaszkiewicz - Bolesław Izydorczyk - Zbigniew Jabłoński - Michał Jackiewicz - Kazimierz Jaklewicz | - Janusz Jakubowski - Zygmunt Jasik - Tadeusz Jauer - Marian Jeleniewski - Tadeusz Jemioło - Józef Jodłowski - Krzysztof Juniec - Mieczysław Kaczmarek - Sławomir Kałuziński - Władysław Karcz - Mieczysław Karus - Jan Kempara - Roman Klecha - Jan Klejszmit - Roman Kloc - Andrzej Knap - Marian Kolczyński - Jan Głupek - January Komański - Leon Komornicki - Marek Kondracki - Janusz Konieczny - Lech Konopka - Stanisław Koziej - Michał Krauze - Janusz Kręcikij - Stanisław Krysiński - Marcin Krzywoszyński - Wojciech Kubiak - Krzysztof Kucharski - Józef Kuczak - Alfons Kupis - Jerzy Kurczewski - Tadeusz Kuziora - Bronisław Kwiatkowski - Ryszard Lackner - Paweł Lamla - Janusz Lalka - Andrzej Lelewski - Andrzej Lewandowski - Zbigniew Lewandowski - Julian Lewiński - Piotr Luśnia - Franciszek Macioła - Kazimierz Madej - Marian Mainda - Gustaw Maj - Julian Maj - Lech Majewski - Piotr Makarewicz - Krzysztof Antoni Makowski - Sławomir Marat - Marek Maruszyński | - Włodzimierz Michalski - Jerzy Michałowski - Ryszard Michałowski - Wiesław Michnowicz - Henryk Mika - Czesław Mikrut - Roman Misztal - Bronisław Młodziejowski - Ryszard Muszyński - Kazimierz Nalaskowski - Marian Nitecki - Paweł Nowak - Włodzimierz Nowak - Stanisław Nowakowicz - Marek Ojrzanowski - Marian Oleksiak - Ryszard Olszewski - Janusz Ornatowski - Krzysztof Owczarek - Bogusław Pacek - Krzysztof Pajewski - Janusz Palus - Jerzy Paszkowski - Edward Pawlica - Piotr Pcionek - Bronisław Peikert - Sławomir Petelicki - bp Tadeusz Płoski - Czesław Piątas - Andrzej Pietrzyk - Edward Pietrzyk - ks. Adam Pilch (posm.) - Włodzimierz Potasiński - Andrzej Piotrowski - Jan Podgórski - Roman Polak - Roman Polko - Aleksander Poniewierka - Henryk Porajski | - Andrzej Przekwas - Franciszek Puchała - Jan Rajchel - Andrzej Ratajczak - Romuald Ratajczak - Adam Rębacz - Marian Robełek - Mirosław Zdzisław Rozmus - Mirosław Różański - Tadeusz Rusak - Stefan Rutkowski - Józef Rzemień - Władysław Saczonek - Zygmunt Sadowski - Marek Samarcew - Bogusław Samol - Włodzimierz Sąsiadek - Kazimierz Sikorski - Krzysztof Skarbowski - Henryk Skarżyński - Waldemar Skrzypczak - Zygmunt Skuza - Jerzy Słowiński - Edmund Smakulski - Zbigniew Smok - Bogusław Smólski - Zenon Smutniak - Andrzej Sobieraj - Janusz Sobolewski - Marian Sobolewski - Ryszard Sorokosz - Walerian Sowa - Marian Sowiński - Mieczysław Stachowiak - Stanisław Stańko - Lech Stefaniak - Jan Szałaj - Sławomir Szczepaniak - Ryszard Szulich - Henryk Szumski - Zbigniew Szura | - Edward Szwagrzyk - Piotr Szweda - Krzysztof Szymański - Witold Szymański - Andrzej Szymonik - Jan Śliwka - Adam Świerkocz - Henryk Tacik - Stanisław Targosz - Zbigniew Tłok-Kosowski - Kazimierz Tomaszewski - Aleksander Topczak - Andrzej Trybusz - Andrzej Tyszkiewicz - Leszek Ulandowski - Witold Urbanowicz - Włodzimierz Usarek - Antoni Walczak - Zdzisław Walczewski - Mieczysław Walentynowicz - Jan Waliszkiewicz - Zenon Werner - Zdzisław Wijas - Kazimierz Wilczewski - Tadeusz Wilecki - Andrzej Wiśniewski - Grzegorz Wiśniewski - Ryszard Wiśniewski - Marek Witczak - Maria Wittek - Alfred Wojciechowski - Wojciech Wojciechowski - Stanisław Woźniak - Zbigniew Zalewski - Krzysztof Załęski - Jerzy Zatoński - Elżbieta Zawacka - Włodzimierz Zieliński - Ryszard Żuchowski - Franciszek Żygis - Maciej Żytecki - Witold Poluchowicz |

## Poljski generali v tujih oboroženih silah
| - Józef Bem - Paweł Chrzanowski - Roman Czarnomski - Jan Dąbrowski - Jarosław Dąbrowski - Wiktor Grzesicki - Włodzimierz Krzyżanowski - Henryk Wierusz-Kowalski - Marian Langiewicz - Ferdynand Łaszewski - Józef Feliks Łazowski - Adam Nowotny - August Okołowicz - Aleksander Osiński | - Aleksander Pik - Józef Rautenstrauch - Adolf Juliusz Roszkowski - Maurycy Schmidt - Hipolit Siemiradzki - Tadeusz Unrug - Jędrzej Węgłowski - Teodor Wilhelm - Michał Włodek - Konstanty Wolff - Karol August Woyde - Antoni Zdrojewski |

## Odporniški generali
- Kazimierz Pułaski
- gen. bryg. (posm.) Jan Wojciech Kiwerski (Oliwa)
- ppłk/gen. (posm.) Aleksander Krzyżanowski (Wilk, Jan Kulczycki)
- płk/gen. (posm.) Stefan Pawlikowski
- płk/gen. bryg. (posm.) Witold Dzierżykraj-Morawski
- płk/gen. (posm.) Stanisław Dąbek
- gen. bryg. Bolesław Nieczuja-Ostrowski (Bolko, Tysiąc, Grzmot, Michałowicz)
- gen. bryg. Wojciech Dobija
- gen. bryg. Leopold Okulicki (?)

## Častniki na stopnji generalov
- płk dr Tadeusz Pieciukiewicz
- płk dypl. pil. Ryszard Wilantewicz
- płk Mirosław Wiklik